# 普卡希爾卡山
8°50′59″S 77°35′43″W / 8.84972°S 77.59528°W

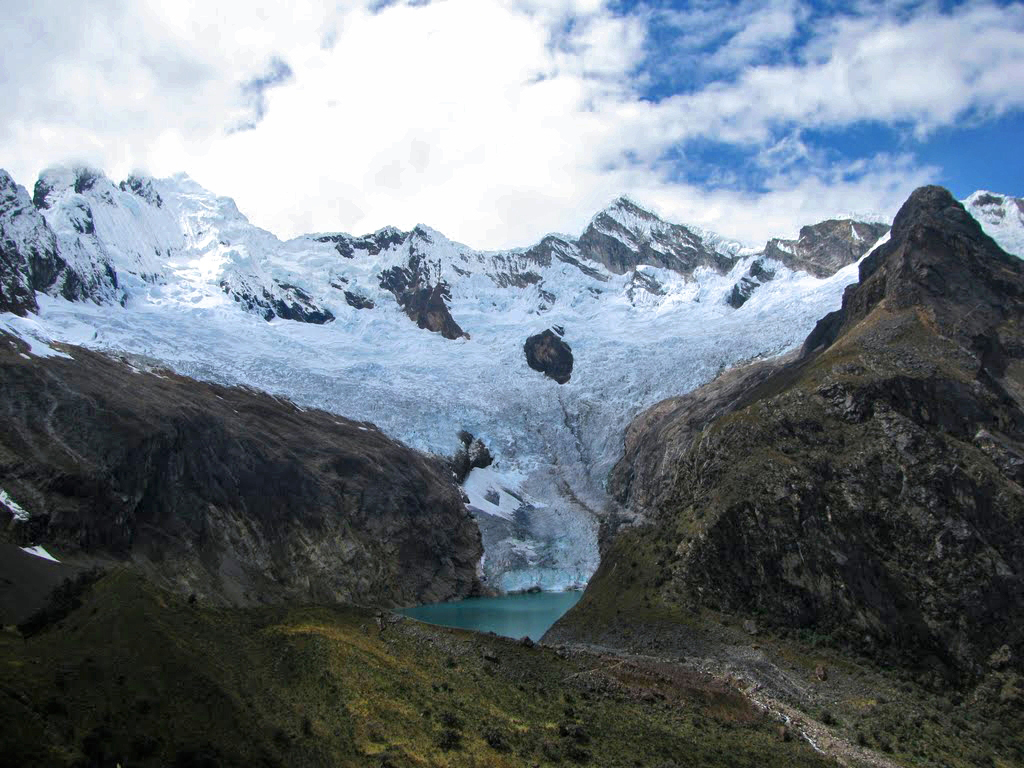

普卡希爾卡山（西班牙語：Pucajirca），是秘魯的山峰，位於該國北部安卡什大區，屬於安第斯山脈中布蘭卡山脈的一部分，海拔高度6,046米，人類在1961年首次登頂。